# Maksymilian Ryłło (biskup)

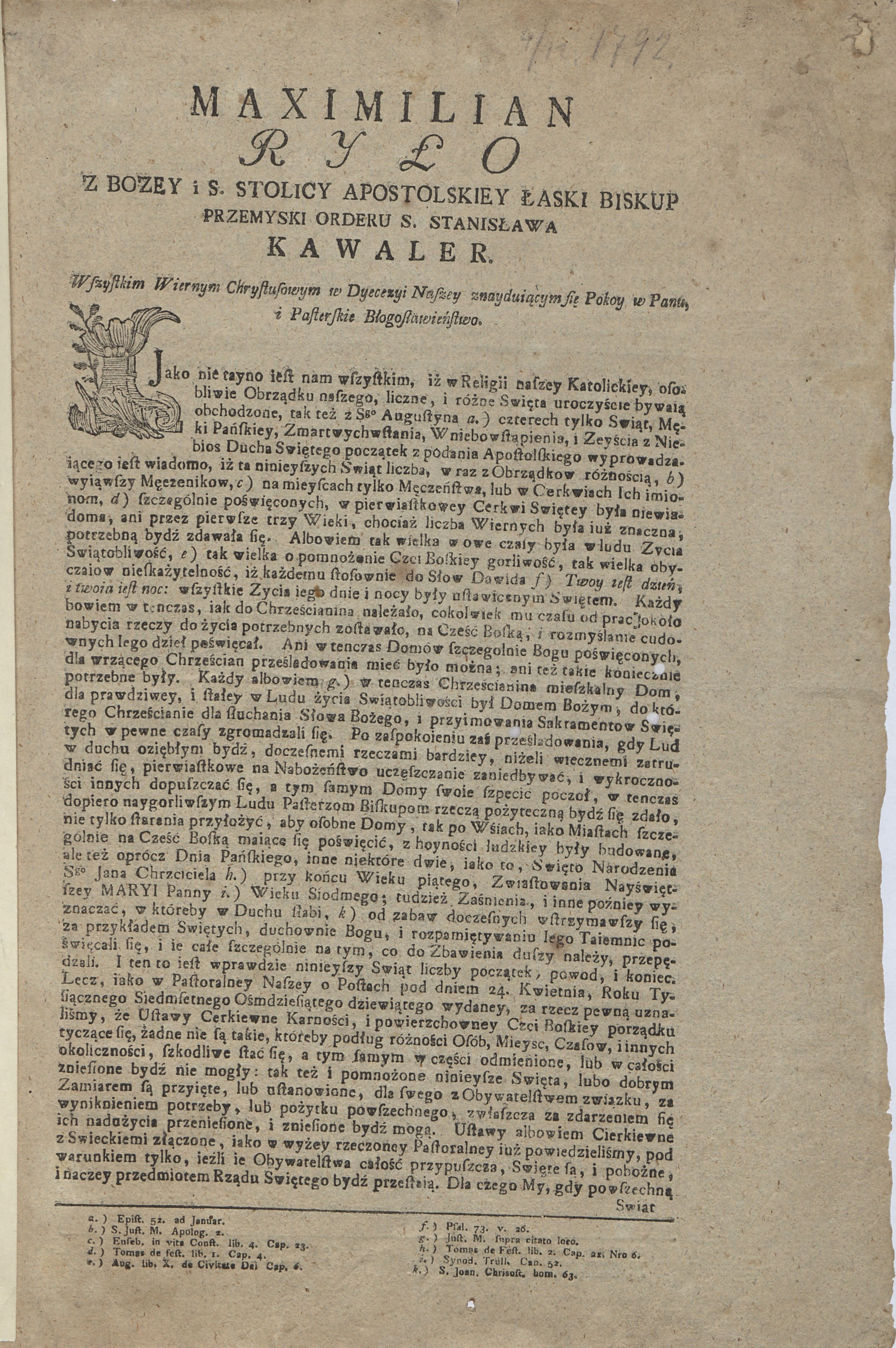
List pasterski Maksymiliana Ryłły z 1792 r. w sprawie zmniejszenia liczby świąt w Kościele unickim

Maksymilian Ryłło herbu Wieniawa (ur. 1715 lub około 1719, zm. 22 listopada 1793 w Przemyślu) – duchowny greckokatolicki, bazylianin, w. 1756-1784 unicki biskup chełmski, od 1780 do 1784 administrował eparchią przemyską, od 1784 był biskupem ordynariuszem przemyskim, archimandryta komendatoryjny dermański w 1772 roku.

## Życiorys
Urodził się ok. 1717 r. w Borysowszczyźnie na Białorusi lub w Ryłówce koło Wilna w katolickiej rodzinie Hieronima i Anny z Miecznikowskich. Po wstąpieniu do klasztoru bazylianów w Wilnie kształcił się w Kolegium Greckim w Rzymie, gdzie uzyskał doktorat z teologii i przyjął święcenia kapłańskie. Po powrocie do kraju w 1742 r. był kaznodzieją w Witebsku, wikariuszem przy cerkwi Św. Trójcy w Wilnie, a od 1745 r. prokuratorem litewskiej prowincji bazylianów z siedzibą w Warszawie. Pełnił też funkcję przełożonego klasztorów w Dubnie i w Dermaniu. Od 1748 do 1756 ihumen monasteru chełmskiego.
W 1756 r. uzyskał nominację królewską na unickie biskupstwo chełmskie, konsekrowany w Połocku w 1759 r. Po objęciu diecezji przystąpił gorliwie do działań zmierzających do podniesienia poziomu moralnego i intelektualnego duchowieństwa i wiernych. W l. 1759-1762 przeprowadził wizytację całej eparchii. W 1759 założył w Chełmie seminarium duchowne, którego prowadzenie powierzył początkowo duchownym diecezjalnym, a w 1769 przekazał bazylianom. W 1760 r. przeprowadził synod diecezjalny, a w 1765 r. doprowadził do koronacji ikony Matki Boskiej Chełmskiej. W 1771 ustanowił fundusz na utrzymanie kadry seminaryjnej. W 1773 r. przeprowadził wizytację parafii unickich w województwie bracławskim, czym naraził się władzom rosyjskim, wojska rosyjskie aresztowały go za "prześladowanie" prawosławnych w 1774 roku, uwięziły na kilka miesięcy w Berdyczowie. W 1783 założył w Buśnie seminarium dla kleryków pochodzących z terenów diecezji, które znalazły się pod zaborem austriackim.
W 1779 r., po śmierci biskupa Atanazego Szeptyckiego został administratorem unickiej diecezji przemyskiej. Formalnie stanowisko ordynariusza tej diecezji objął w 1784 r., co potwierdziła Stolica Apostolska w 1785. Jako biskup przemyski zajął się organizacją seminarium duchownego, urządzeniem katedry przemyskiej w byłym kościele karmelitów, domu dla konsystorza i odnową kapituły, czynił też starania o utworzenie greckokatolickiej metropolii w Galicji. Pochowany został w podziemiach przemyskiej katedry unickiej.

## Twórczość
- Antiquitates Ecclesiae Ruthenicae Sacrae Romanae Unitae cum amplificationis Caesaris Cardinalis Baronii narrationis de origine Ruthenorum et eorum conversione, Supraśl 1760.
- [wyd.] T.P. Rotarius: Apparatus universae theologiae moralis [...], Wilno 1771.
- [współautor] Koronacja cudownego obrazu NMP w chełmskiej katedrze obrządku greckiego [...] odprawiona roku 1765 [...], Berdyczów 1780.
- [przekł.] M. Ruggieri: Medytacje dla oczyszczenia i poprawienia życia kapłańskiego bardzo pożyteczne [...], Lublin 1759 (2. wyd. Kalisz 1763).